# Xterm

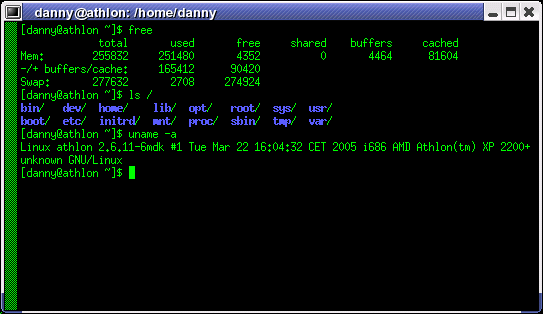
xterm 4.5 en GNU/Linux

Xterm es un emulador de terminal para el sistema de ventanas X Window System aunque su origen es anterior a este. 
Fue desarrollado originalmente como un emulador de terminal independiente para la VAXStation 100 (VS100) por Mark Vandevoorde, un estudiante de Jim Gettys, en 1984, al mismo tiempo que el trabajo en X Window System empezó.